# Gemeinde Trnovska vas
Trnovska vas (deutsch: Ternovetzdorf) ist der Name einer Gemeinde und der namensgebenden Ortschaft im Nordosten Sloweniens. Sie liegt in der historischen Landschaft Spodnja Štajerska (Untersteiermark) und in der statistischen Region Podravska.

## Geographie

### Lage
Das Gebiet der Gemeinde Trnovska vas lässt sich in zwei Hälften gliedern: Die nordöstliche Hälfte, die auch den Hauptort umfasst, liegt im Tal des Flusses Pesnica (Pößnitz), während die südwestliche dem Hügelland der Slovenske gorice (Windische Bühel) zuzuordnen ist. Allgemein bezeichnet man jedoch die gesamte Region als Slovenske gorice.
Die nächsten größeren Orte sind die Kleinstadt Lenart etwa 7,5 km nördlich, die Stadt Ptuj ca. 11 km südlich und die Stadt Maribor etwa 19 km westlich.

### Gemeindegliederung
Die Gemeinde umfasst sieben Ortschaften. Die deutschen Exonyme in den Klammern stammen aus der Mitte des 19. Jahrhunderts und werden heutzutage nicht mehr verwendet:
- Biš (Wisch)
- Bišečki Vrh (Wischberg)
- Črmlja (Tschermla)
- Ločič (Lotschitschdorf)
- Sovjak (Soviak)
- Trnovska vas (Ternovetzdorf)
- Trnovski Vrh (Ternovetzberg)

### Nachbargemeinden
|        | Sveta Trojica                               |              |
| Lenart | Kompassrose, die auf Nachbargemeinden zeigt | Sveti Andraž |
|        | Destrnik                                    |              |

## Geschichte
Trnovska vas war bis 1995 in der Gemeinde Ptuj eingegliedert. Danach bildete sie mit Destrnik eine eigene Gemeinde. Schon 1997 wurde diese Kommune wieder aufgesplittert. Seitdem ist Trnovska vas eigenständig.

## Sehenswürdigkeiten

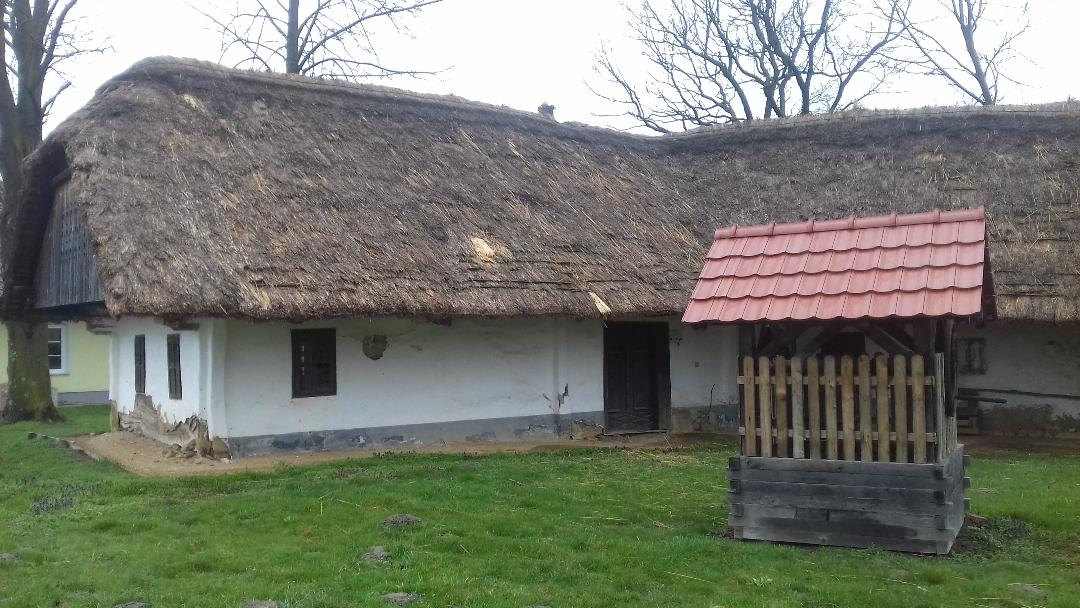

- Bauernhof von 1787. Von diesem Typ des Bauernhauses gibt es nur noch sehr wenige in Slowenien.